# Opeta Palepoi
Pas d'image ? Cliquez ici

a Compétitions nationales et continentales officielles uniquement.

b Matchs officiels uniquement.
Dernière mise à jour le 24 août 2018.
Opeta Palepoi, né le 2 décembre 1975 à Apia (Samoa), est un joueur de rugby à XV, qui joue avec l'équipe de Samoa et évoluant au poste de deuxième ligne (1,95 m pour 115 kg).

## Carrière

### En équipe nationale
Il a eu sa première cape internationale le 18 septembre 1998, à l’occasion d’un match contre l'équipe de Tonga.
Opeta Palepoi a participé à la coupe du monde 1999 (2 matchs) et à la coupe du monde 2003 (4 matchs).

## Palmarès
- 43 sélections avec l'équipe des Samoa de rugby à XV dont 1 fois capitaine
- 2 essais (10 points)
- Sélections par année : 3 en 1998, 7 en 1999, 6 en 2000, 9 en 2001, 5 en 2002, 6 en 2003, 2 en 2004 et 5 en 2005.